# Камјена Гора
Камјена Гора (пољ. Kamienna Góra) град је у Пољској у Војводству доњошлеском. По подацима из 2012. године број становника у месту је био 20 342.

## Становништво
| 2012.  |
| ------ |
| 20 342 |

## Партнерски градови
- Битерфелд-Волфен
- Волфенбител
- Барселос
- Вјерзон
- Трутнов
- Heby Municipality